# Barbora Votíková
Barbora Votíková (Pilsen, República Checa; 13 de septiembre de 1996), también conocida como Bára, es una futbolista checa. Juega como guardameta en el Tottenham Hotspur Football Club de la Women's Super League de Inglaterra. Es internacional con selección de la República Checa. Es también YouTuber, escritora, actriz, comediante y presentadora de televisión.

## Trayectoria
Votíková nació en Plasy y comenzó su carrera juvenil en el club local TJ Sokol Plasy a los 8 años, donde jugaba con niños. Más tarde se trasladó a la academia juvenil del Viktoria Pilsen. En 2013, a la edad de 17 años, comenzó a jugar en la categoría mayor del club.
En 2014, Votíková se unió al Slavia Praga con quien disputó la Liga de Campeones por primera vez. Con el club alcanzó los cuartos de final en la Liga de Campeones 2017-18.
El 25 de agosto de 2021, el Paris Saint-Germain fichó a Votíková por dos años.
El 17 de agosto de 2023, el Tottenham Hotspur anunció la contratación de Votíková por dos temporadas.

## Selección nacional
Votíková jugó con la selección sub-19 de su país en la fase de clasificación del Campeonato Europeo Sub-19 de 2014 y 2015. Debutó con la selección absoluta de la República Checa el 28 de octubre de 2014, al entrar como suplente en el empate 1-1 ante Polonia.

## Fuera del fútbol
Votíková inició su canal de YouTube el 12 de abril de 2015. En 2021, la revista Forbes la ubicó en el sexto lugar entre los youtubers más pagados de la República Checa. También ha aparecido en películas checas como Pepa (2018) y Cena za stestí (2019).

## Vida personal
En 2019, publicó su libro Bára Votíková: Trochu jinak, donde se declaró lesbiana.

## Estadísticas

### Clubes
| Club                | País            | Año             |
| ------------------- | --------------- | --------------- |
| Viktoria Pilsen     | República Checa | 2013 - 2014     |
| Slavia Praga        | República Checa | 2014 - 2021     |
| Paris Saint-Germain | Francia         | 2021 - 2023     |
| Tottenham Hotspur   | Inglaterra      | 2023 - presente |

## Palmarés

### Títulos nacionales
| Título                     | Club                | País            | Año     |
| -------------------------- | ------------------- | --------------- | ------- |
| Primera División           | Slavia Praga        | República Checa | 2014-15 |
| Primera División           | Slavia Praga        | República Checa | 2015-16 |
| Copa de la República Checa | Slavia Praga        | República Checa | 2015-16 |
| Primera División           | Slavia Praga        | República Checa | 2016-17 |
| Primera División           | Slavia Praga        | República Checa | 2019-20 |
| Copa de Francia            | Paris Saint-Germain | Francia         | 2021-22 |